# DNAJA3
DNAJA3 (англ. DnaJ heat shock protein family (Hsp40) member A3) – білок, який кодується однойменним геном, розташованим у людей на короткому плечі 16-ї хромосоми. Довжина поліпептидного ланцюга білка становить 480 амінокислот, а молекулярна маса — 52 489.
| 10         |  | 20         |  | 30         |  | 40         |  | 50         |
| ---------- |  | ---------- |  | ---------- |  | ---------- |  | ---------- |
| MAARCSTRWL |  | LVVVGTPRLP |  | AISGRGARPP |  | REGVVGAWLS |  | RKLSVPAFAS |
| SLTSCGPRAL |  | LTLRPGVSLT |  | GTKHNPFICT |  | ASFHTSAPLA |  | KEDYYQILGV |
| PRNASQKEIK |  | KAYYQLAKKY |  | HPDTNKDDPK |  | AKEKFSQLAE |  | AYEVLSDEVK |
| RKQYDAYGSA |  | GFDPGASGSQ |  | HSYWKGGPTV |  | DPEELFRKIF |  | GEFSSSSFGD |
| FQTVFDQPQE |  | YFMELTFNQA |  | AKGVNKEFTV |  | NIMDTCERCN |  | GKGNEPGTKV |
| QHCHYCGGSG |  | METINTGPFV |  | MRSTCRRCGG |  | RGSIIISPCV |  | VCRGAGQAKQ |
| KKRVMIPVPA |  | GVEDGQTVRM |  | PVGKREIFIT |  | FRVQKSPVFR |  | RDGADIHSDL |
| FISIAQALLG |  | GTARAQGLYE |  | TINVTIPPGT |  | QTDQKIRMGG |  | KGIPRINSYG |
| YGDHYIHIKI |  | RVPKRLTSRQ |  | QSLILSYAED |  | ETDVEGTVNG |  | VTLTSSGGST |
| MDSSAGSKAR |  | REAGEDEEGF |  | LSKLKKMFTS |  |            |  |            |

A: Аланін

C: Цистеїн

D: Аспарагінова кислота

E: Глутамінова кислота

F: Фенілаланін

G: Гліцин

H: Гістидин

I: Ізолейцин

K: Лізин

L: Лейцин

M: Метіонін

N: Аспарагін

P: Пролін

Q: Глутамін

R: Аргінін

S: Серин

T: Треонін

V: Валін

W: Триптофан

Кодований геном білок за функціями належить до шаперонів, фосфопротеїнів. 
Задіяний у таких біологічних процесах, як апоптоз, ацетилювання, альтернативний сплайсинг. 
Білок має сайт для зв'язування з іонами металів, іоном цинку. 
Локалізований у клітинній мембрані, цитоплазмі, мембрані, мітохондрії, клітинних контактах, синапсах.